# Камляркі
Камляркі (пол. Kamlarki, нім. Kamlarken) — село в Польщі, у гміні Лісево Хелмінського повіту Куявсько-Поморського воєводства.
Населення — 207 осіб (2011).
У 1975-1998 роках село належало до Торунського воєводства.

## Демографія
Демографічна структура станом на 31 березня 2011 року:
|          | Загалом | Допрацездатний вік | Працездатний вік | Постпрацездатний вік |
| -------- | ------- | ------------------ | ---------------- | -------------------- |
| Чоловіки | 106     | 20                 | 76               | 10                   |
| Жінки    | 101     | 23                 | 56               | 22                   |
| Разом    | 207     | 43                 | 132              | 32                   |